# Ecliptopera dissecta
Ecliptopera dissecta là một loài bướm đêm trong họ Geometridae.